# Extreme Rules

Logo dell'evento

Extreme Rules è un evento a pagamento di wrestling organizzato annualmente della WWE. Il nome dell'evento deriva dall'omonimo termine utilizzato dalla WWE per riferirsi agli incontri disputati con le regole dell'hardcore wrestling.
La defunta federazione Extreme Championship Wrestling ha originariamente usato il termine per descrivere le stipulazioni di tutti i suoi match.

## Storia
L'evento ha visto la luce nel 2009, tuttavia l'idea era già nata con il pay-per-view One Night Stand, suo predecessore, realizzato dal 2005 come tributo alla vecchia ECW, acquistata dalla WWE pochi anni prima. L'edizione di One Night Stand del 2008 è stata sottotitolata Extreme Rules e l'anno seguente tale sottotitolo è diventato il nuovo nome dello show.
Nel 2009 la WWE ha modificato il calendario del pay-per-view, collocandolo dopo WrestleMania.
La WWE fino al 2010 ha mantenuto una continuità tra i due eventi, inserendo i PPV di Extreme Rules nella cronologia di One Night Stand. Nonostante ciò, poco tempo dopo lo svolgersi dell'edizione del 2010, la federazione ha riconosciuto l'edizione del 2009 come primo evento nella storia del pay-per-view.
Nel 2017 Extreme Rules fu assegnato come esclusiva del roster di Raw. Tuttavia, nel 2018 l'evento è diventato accessibile per gli atleti di entrambi i roster e ha luogo nel mese di luglio.

## Edizioni
|  | Evento esclusivo del roster di Raw |

| Edizione        | Data              | Città           | Sede                 | Main-event                                                                |
| --------------- | ----------------- | --------------- | -------------------- | ------------------------------------------------------------------------- |
| 2009 (Dettagli) | 7 giugno 2009     | New Orleans     | New Orleans Arena    | Edge vs. Jeff Hardy                                                       |
| 2010 (Dettagli) | 25 aprile 2010    | Baltimore       | Baltimore Arena      | Batista vs. John Cena                                                     |
| 2011 (Dettagli) | 1º maggio 2011    | Tampa           | St. Pete Times Forum | John Cena vs. John Morrison vs. The Miz                                   |
| 2012 (Dettagli) | 29 aprile 2012    | Rosemont        | Allstate Arena       | Brock Lesnar vs. John Cena                                                |
| 2013 (Dettagli) | 19 maggio 2013    | Saint Louis     | Scottrade Center     | Brock Lesnar vs. Triple H                                                 |
| 2014 (Dettagli) | 4 maggio 2014     | East Rutherford | Izod Center          | Daniel Bryan vs. Kane                                                     |
| 2015 (Dettagli) | 26 aprile 2015    | Rosemont        | Allstate Arena       | Randy Orton vs. Seth Rollins                                              |
| 2016 (Dettagli) | 22 maggio 2016    | Newark          | Prudential Center    | AJ Styles vs. Roman Reigns                                                |
| 2017 (Dettagli) | 4 giugno 2017     | Baltimore       | Royal Farms Arena    | Bray Wyatt vs. Finn Bálor vs. Roman Reigns vs. Samoa Joe vs. Seth Rollins |
| 2018 (Dettagli) | 15 luglio 2018    | Pittsburgh      | PPG Paints Arena     | Dolph Ziggler vs. Seth Rollins                                            |
| 2019 (Dettagli) | 14 luglio 2019    | Philadelphia    | Wells Fargo Center   | Baron Corbin e Lacey Evans vs. Seth Rollins e Becky Lynch                 |
| 2020 (Dettagli) | 19 luglio 2020    | Orlando         | Performance Center   | Braun Strowman vs. Bray Wyatt                                             |
| 2021 (Dettagli) | 26 settembre 2021 | Columbus        | Nationwide Arena     | Finn Bálor vs. Roman Reigns                                               |
| 2022 (Dettagli) | 8 ottobre 2022    | Philadelphia    | Wells Fargo Center   | Matt Riddle vs. Seth Rollins                                              |